# Decade 1994–2004
Decade 1994–2004 – pierwszy album greatest hits amerykańskiego rapera AZ.

## Lista utworów

### Dysk 1
| Nr | Tytuł                        | Czas | Producent                          | Gościnnie              |
| -- | ---------------------------- | ---- | ---------------------------------- | ---------------------- |
| 1  | „Life’s a Bitch”             | 2:44 | Nas & L.E.S                        | Nas                    |
| 2  | „Sugar Hill”                 | 2:49 | L.E.S                              |                        |
| 3  | „Your World Don’t Stop”      | 3:14 | Spunk Biggs & Ski                  |                        |
| 4  | „Uncut Raw”                  | 2:46 | Loose                              |                        |
| 5  | „Doe or Die”                 | 1:48 | N.O. Joe                           | Raekwon                |
| 6  | „Mo Money, Mo Murder”        | 4:15 | DR Period                          | Nas                    |
| 7  | „Sosa”                       | 2:01 | Trackmasters                       |                        |
| 8  | „Payback”                    | 3:04 | Goldfinga & Gucci Jones            |                        |
| 9  | „How Ya Livin”               | 3:47 | L.E.S.                             | Nas                    |
| 10 | „The Birth”                  | 3:03 | RZA                                | RZA                    |
| 11 | „Love Is Love”               | 4:37 | Goldfinga, Gucci Jones & AZ        | Nature                 |
| 12 | „Affirmative Action”         | 3:59 | Dave Atkinson & Trackmasters       | The Firm               |
| 13 | „Affirmative Action” (remix) | 3:45 | Dave Atkinson & Trackmasters       | The Firm & Suprême NTM |
| 14 | „Firm Biz”                   | 4:26 | L.E.S.                             | The Firm               |
| 15 | „Phone Tap”                  | 3:05 | Dr. Dre & Chris „The Glove” Taylor | The Firm               |
| 16 | „Hey AZ”                     | 4:03 |                                    |                        |
| 17 | „Problems”                   | 4:02 | Chop D.I.E.S.E.L.                  |                        |
| 18 | „At Night”                   | 3:50 | Chop D.I.E.S.E.L.                  |                        |
| 19 | „Let Us Toast”               | 2:45 | Mahogany Music                     |                        |
| 20 | „I Don’t Give a Fuck”        | 3:33 | Chop D.I.E.S.E.L.                  |                        |
| 21 | „I’m Back”                   | 1:36 | Buckwild                           |                        |
| 22 | „Hustler”                    | 1:17 | Chop D.I.E.S.E.L.                  |                        |
| 23 | „Paradise”                   | 2:34 | Miller Time                        |                        |
| 24 | „The Flyest”                 | 3:51 |                                    | Nas                    |
| 25 | „Essence”                    | 2:58 | Baby Paul                          | Nas                    |

### Dysk 2
| Nr | Tytuł                         | Czas | Producent                  | Gościnnie    |
| -- | ----------------------------- | ---- | -------------------------- | ------------ |
| 1  | „Thoro”                       | 1:31 |                            |              |
| 2  | „Final Call”                  | 4:11 |                            |              |
| 3  | „Magic Hour”                  | 3:02 |                            | CL Smooth    |
| 4  | „Hold No Grudge”              | 3:33 |                            |              |
| 5  | „I’m Your Man”                | 3:03 |                            |              |
| 6  | „Side to Side”                | 3:53 |                            |              |
| 7  | „We Gone Make It Right”       | 3:23 |                            | Mase         |
| 8  | „Sunshine”                    | 3:49 |                            |              |
| 9  | „Everything Is Everything”    | 4:37 | DJ Eddie F & Darren Lighty | Nas          |
| 10 | „Platinum Bars”               | 0:50 |                            |              |
| 11 | „Time”                        | 3:56 | Dr. Dre                    | Nas & Nature |
| 12 | „Life Goes On”                | 3:52 |                            | Common       |
| 13 | „It’s Yours” (remix)          | 4:02 |                            |              |
| 14 | „Enjoy Yourself”              | 3:52 |                            |              |
| 15 | „Redemption”                  | 3:22 |                            | Cormega      |
| 16 | „Gangsta Shit”                | 4:20 |                            | Doo Wop      |
| 17 | „Fan Mail”                    | 3:20 |                            |              |
| 18 | „I’m Ready”                   | 4:05 |                            | Trav         |
| 19 | „Let Me Know”                 | 3:42 |                            |              |
| 20 | „Stretch Armstrong Freestyle” | 1:37 |                            |              |
| 21 | „Gimme Yours” (remix)         | 2:59 | Erick Sermon               |              |
| 22 | „Rather Unique”               | 4:38 | Pete Rock                  |              |